# Emil Berliner

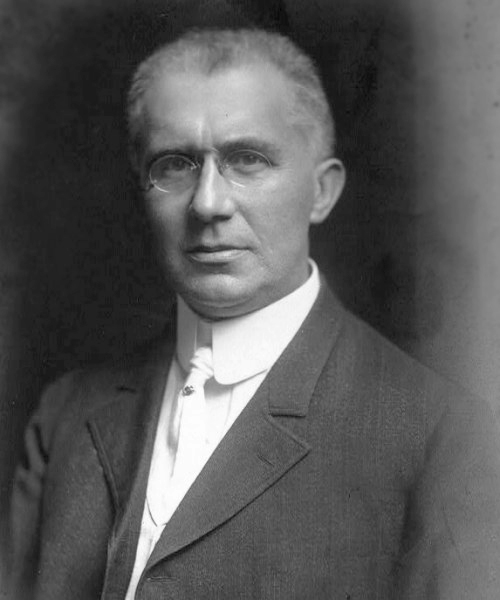
Emil Berliner

Emil Berliner (in den USA nannte er sich Emile Berliner; * 20. Mai 1851 in Hannover; † 3. August 1929 in Washington, D.C.) gilt als Erfinder der Schallplatte und des Grammophons. Er erhielt auch Patente auf andere Erfindungen. 1881 erhielt er die US-amerikanische Staatsbürgerschaft.

## Familie
Emils Urgroßvater, Jacob Abraham Joseph († 1811), dessen Ehefrau Dina Friedberg († 1840), seine Mutter und eine Schwester hatten sich in den frühen 1770er-Jahren in der damals noch eigenständigen hannoverschen Calenberger Neustadt niedergelassen. In der jüdischen Gemeinschaft wurde er, entsprechend seinem Geburtsort, Jokew (Jacob) Berlin genannt. 1776 erwarb er einen Schutzbrief. In ihrem Haus, Lange Straße 27, bot die Familie einen koscheren Mittagstisch an. Ihre Kinder waren Bella Betty (* 1778) und Moses (1786–1854).
Moses konnte während der Gewerbefreiheit infolge der französischen Besatzung ein Textilgeschäft in der Bergstraße eröffnen.
1811 heiratete er Friederike Enoch aus Celle (1785–1838; die Tochter von Wolf Samuel Enoch (1747–1797) und Ester Berliner), mit der er sechs Kinder hatte. 1833 zog er mit seinem Geschäft in die Lange Straße 33.
Moses’ ältester Sohn, Samuel Berliner (1813–1872), betrieb ebenfalls ein Textilgeschäft. 1846 erwarben er und seine Ehefrau Sally Friedmann (1826–1903) die Bürgerrechte. Ihre Kinder waren: Hermann (* 1848), Jacob (1849–1918), Adolph (* 1850), Emil (* 1851), Manfred (1853–1931), Franzisca (* 1854; verh. Friedberg), Rebecka (* 1855), Moritz (* 1856), Johanne (* 1857, starb jung), Joseph (1858–1938), Rahel (* 1864) und Else (* 1869). Vier von Moses’ Söhnen blieben in Hannover.
Emil wuchs mit seinen Geschwistern in bescheidenen Verhältnissen auf. Er war Onkel von Cora, Siegfried und Bernhard Berliner. Der Sohn Henry Berliner war ein US-amerikanischer Flugzeug- und Helikopter-Pionier.

## Leben

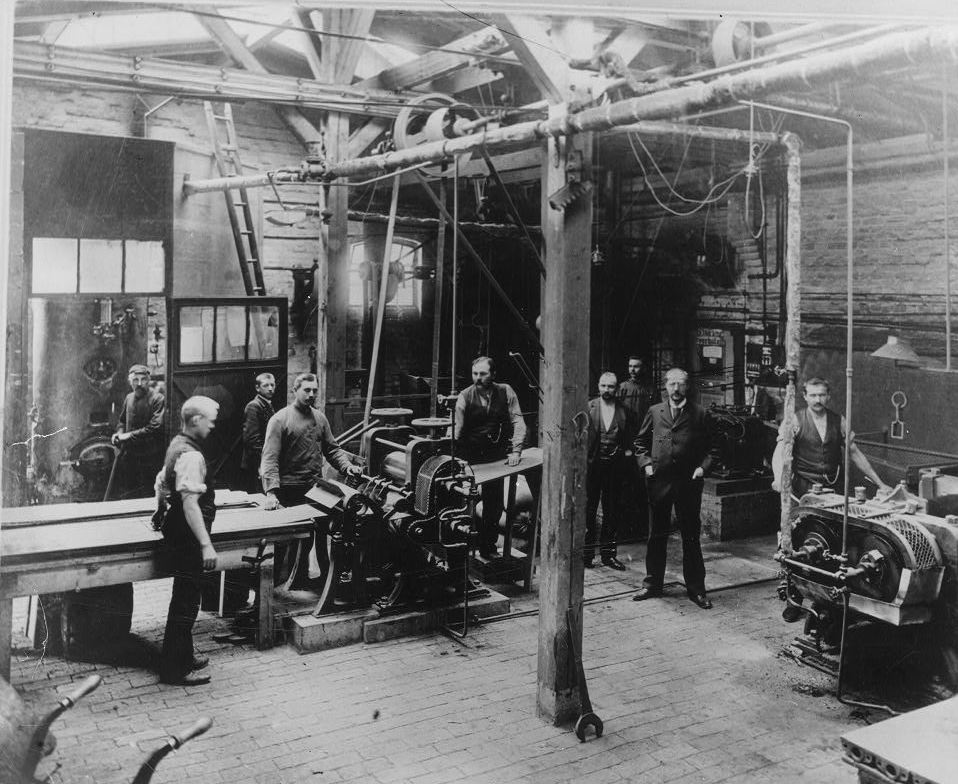
Fabrik in Hannover, Kniestraße

Von 1861 bis 1865 besuchte Emil Berliner die Samson-Schule in Wolfenbüttel. Anschließend machte er eine kaufmännische Lehre und musste mit Arbeiten in einer Druckerei und später in einem Krawattengeschäft zum Unterhalt der Familie beitragen.
Er wanderte 1870 als junger Mann in die USA aus, um der Einberufung zum preußischen Militär zu entgehen. Er begleitete einen Freund seines Vaters, Nathan Gotthelf, nach Washington und arbeitete drei Jahre in dessen Kurzwarengeschäft Gotthelf, Behrend and Co. Er zog dann nach New York, wo er sich mit Gelegenheitsarbeiten über Wasser hielt, 1875 letztendlich als Flaschenspüler im Labor von Constantin Fahlberg. Nachts studierte er am Cooper Institute (heute Cooper Union). Dann richtete er sich ein provisorisches Labor in seiner Wohnung ein und machte Versuche mit elektrischen Geräten. Als erstes gelang es ihm, ein funktionierendes Mikrophon für den Telefonapparat von Alexander Graham Bell zu konstruieren. 1877 konnte er seine Erfindung für 50.000 US-$ an die Bell Telephone Company verkaufen. Dieses Geld machte ihn zunächst wirtschaftlich unabhängig, sodass er sich ein professionelles Labor einrichten konnte. Später lebte er abwechselnd in Großbritannien, Kanada und Deutschland.
Zwischen 1881 und 1883 besuchte Emil Berliner Hannover. Dort gründete er mit seinem Bruder Joseph Berliner die erste europäische Gesellschaft zur Produktion von Telefonteilen, die J. Berliner Telephongesellschaft. 1887 meldete er ein Patent auf einen scheibenförmigen Tonträger an, in den von außen nach innen schneckenförmig und in Seitenschrift eine Rille geritzt und so die Schwingungen der Aufnahme-Membran analog konserviert wurden: die Schallplatte. Bestandteil des Patents war auch ein Aufnahme- und Abspielgerät, das ursprüngliche Grammophon.
Der große Vorteil gegenüber der zur damaligen Zeit verwendeten Phonographenwalzen war, dass diese einzeln bespielt werden mussten und hierdurch ein höheres Preisniveau aufwiesen. Eine nach 1902 erfundene Methode, um die Rotationswalzen in einem Gießverfahren in größeren Stückzahlen und damit kostengünstiger herzustellen, kam zu spät und war dem Pressen der Schellackplatte auch immer unterlegen. Damit war es möglich, Schallplatten in großen Mengen preisgünstiger zu produzieren.

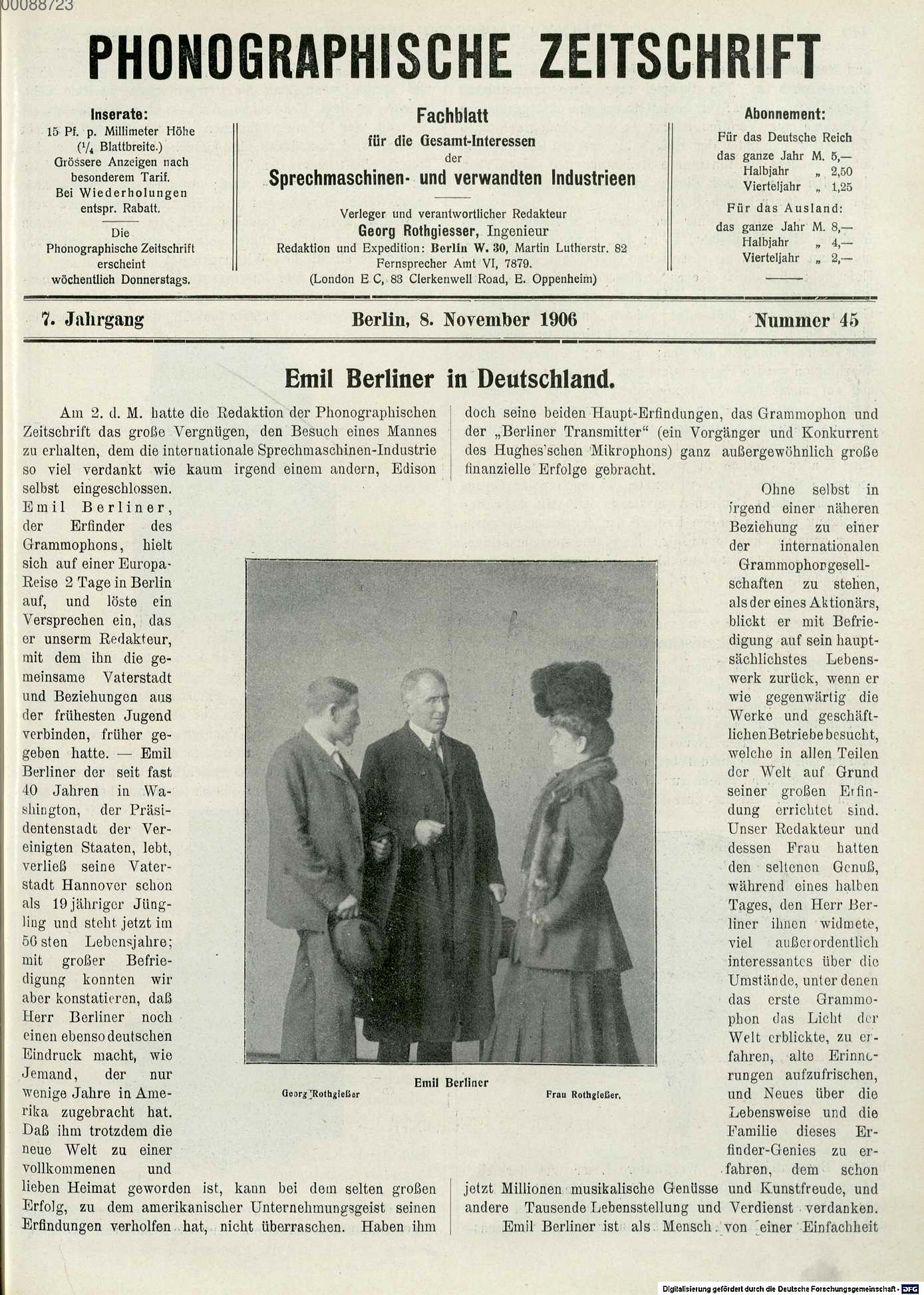
Bericht in der Phonographischen Zeitschrift vom 8. November 1906 über einen Besuch Berliners in der Redaktion. Das Foto zeigt Berliner zusammen mit dem Verleger Georg Rothgießer und dessen Gattin. Berliner hatte sich bei einer Europareise zwei Tage lang in Berlin aufgehalten.

Berliners Platten bestanden anfangs (1890–1893) aus Hartgummi, waren einseitig bespielt und hatten einen Durchmesser von 12,5 cm. Später wurden die Schallplatten aus einem preiswerteren Gemisch aus Baumwollflocken, Schieferpulver, Ruß (daher die schwarze Farbe) und Schellack (daher die Zerbrechlichkeit) gefertigt. Bei der heißen Pressung drückte sich der Schellack an die Oberfläche und versiegelte damit die Rillen. Das ermöglichte die industrielle Fertigung großer Mengen, die Berliner 1889 aufnahm und bis etwa 1910 nach und nach perfektionierte, beispielsweise das Aufkleben von Papier-Etiketten und das Beschreiben beider Seiten.
Emil Berliner machte Aufnahmen von Künstlern in neu errichteten Tonstudios und vertrieb diese Schallplatten. Dazu gründete er 1893 in den USA die United States Gramophone Company. Sein erster Aufnahmeleiter wurde der damalige Klavierbegleiter Fred Gaisberg. 1895 gründete er in Philadelphia mit weiteren Kapitalgebern die Berliner Gramophone Company. Diese ging 1904, wiederum zwecks Erweiterung der Kapitalgrundlage, in die Victor Talking Machine Company, an der Berliner seit 1901 beteiligt war, über, deren Direktor Frank Seaman war. Diese Gesellschaft wurde 1929 von RCA übernommen. Das Plattenlabel hieß RCA Victor. 1897 gründete er in Großbritannien die UK Gramophone Company. 1898 errichteten die Aufnahmespezialisten Fred Gaisberg und Joe Sanders in London das erste europäische Schallplattenaufnahmestudio. Als es mit Frank Seaman zum Streit kam, der für den Vertrieb der Schallplatten zuständig war, gründete Emile Berliner mit seinem Bruder Joseph in Hannover im selben Jahr eine Schallplattenproduktionsfirma, die Deutsche Grammophon-Gesellschaft.
Schellackplatten mit 78 Umdrehungen pro Minute wurden in ihrer Grundkonstruktion faktisch unverändert mehr als 60 Jahre lang, etwa zwischen 1895 und 1958, in der DDR und Osteuropa bis 1961 und in Teilen Asiens bis 1968, hergestellt und dann von Schallplatten aus Vinyl, „45er“ Singles und „33er“ Langspielplatten, abgelöst. Aber auch bei den Vinylplatten blieb – außer einem wesentlich engeren Abstand der Rillennachbarschaft (Füllschrift), den das Kunststoffmaterial erlaubte und damit auch Stereo-Aufnahmen ermöglichte – das Grundprinzip Emil Berliners erhalten.

## Weitere Erfindungen

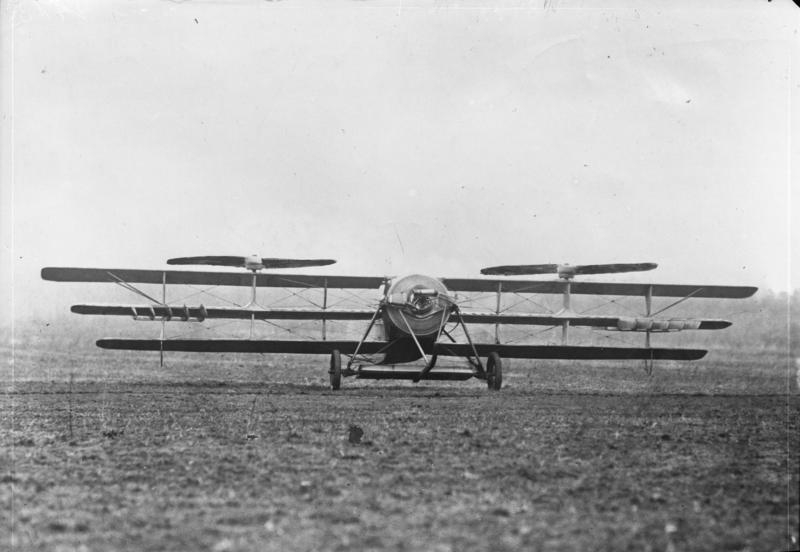
Berliner Helicopter No. 5 von 1924 von Henry Berliner; an der Konstruktion war Emil Berliner beteiligt. Das Fluggerät ist heute im Besitz der Smithsonian Institution.

Emil Berliner machte eine Reihe weiterer Erfindungen. Darauf erhielt er zahlreiche Patente in den Vereinigten Staaten, beispielsweise am 4. September 1883 auf einen nach seiner Idee konzipierten Parkettboden.
Zwischen 1907 und 1926 arbeitete Berliner zusammen mit John Newton Williams und später auch mit seinem Sohn Henry Berliner an Helikoptern, die er – aus heutiger Sicht irreführend – Gyrocopter nannte. Darunter verstehen wir heute die technisch unterschiedlichen Tragschrauber. Mit einem Testflug am 11. Juli 1908 bewies er, dass sein Flugapparat das Doppelte des eigenen Gewichts anheben konnte. Danach wendete er erstmals Umlaufmotoren in der Luftfahrt an, die er gemeinsam mit dem Spezialisten Adams-Farwell zu diesem Zweck weiterentwickelt hatte. Es folgten das größere Aeromobile und Arbeiten an Konzepten mit Koaxialrotor und koaxialem Tandemrotor. Letzterer, gebaut 1910, lieferte wichtige Grundlagen für die US-Doppelrotor-Hubschrauber der 1940er Jahre. 1924 bauten die Berliners einen Experimentalhubschrauber, der bis zu Sikorskys Hubschrauber VS-300 im Jahr 1939 der leistungsfähigste Hubschrauber in den USA blieb. Das Modell existiert noch und befindet sich im College Park Aviation Museum. Als Spin-off dieser Entwicklungen gründete Emil Berliner 1909 eine Firma zum Bau von Umlaufmotoren für die Luftfahrt, die Gyro Motor Company in Washington, D.C., die bis etwa 1926 produzierte.

## Sonstiges
Sein Bruder Joseph Berliner, der in Hannover die Deutsche Grammophon Gesellschaft (eine Zweigniederlassung der in London gegründeten Gramophone Company) leitete und die Villa Simon bewohnte, stellte 1898 die ersten Tonträger in Massenproduktion her. Er hatte auch maßgeblichen Anteil an der Verbreitung des Telefons in Deutschland.
1914 stiftete Emil Berliner zu Ehren seiner Mutter das Sarah-Berliner-Stipendium (Sarah Berliner Research Fellowship). Mit dieser Auszeichnung werden Frauen unterstützt, die einen akademischen Grad in Chemie, Physik oder Biologie haben. Seit 1928 wird das Stipendium von der American Association of University Women vergeben.
Die Emil Berliner Studios in Langenhagen waren bis Mai 2008 das hauseigene Tonstudio des Klassiklabels Deutsche Grammophon (DG); dann verkaufte die DG sie im Rahmen eines Management-Buy-out an die EBS Productions GmbH & Co. KG. Seitdem ist EBS (Emil Berliner Studios) ein unabhängiges Produktionsstudio für akustische Musik (Klassik-, Jazz-, Crossover- und Filmmusik-Produktionen). Im Frühjahr 2010 zog EBS ins Zentrum von Berlin.

## Auszeichnungen
- 1987: Grammy Trustees Award
- 1913: Elliott Cresson Medal
- 1913: National Inventors Hall of Fame
- 1929: Benjamin Franklin Medal
- 2000: Walt Grealis Special Achievement Award